# 植劇場—荼蘼
《荼蘼》（英語：Life Plan A and B）為台視、八大電視與公視共同監製之《植劇場》的第二部作品，也為愛情成長系列的第二部劇集。由《我可能不會愛你》金獎編劇徐譽庭攜手恩師王小棣以及《花是愛》導演黃天仁共同打造，影歌雙棲的金鐘視楊丞琳搭檔顏毓麟領銜主演。本劇在2016年10月7日至11月11日間，於台視主頻週五優質戲劇時段首播，八大綜合台則於隔日晚間聯播。
故事描繪走到人生叉路口的女性所面對的選擇題，播出後收獲普遍的好評，楊丞琳的演出與徐譽庭的劇本皆取得不錯的評價，不僅獲得第52屆金鐘獎三項提名，亦獲首爾國際電視節與亞洲電視大獎等海外獎項賞識。

## 製作

### 創作與背景

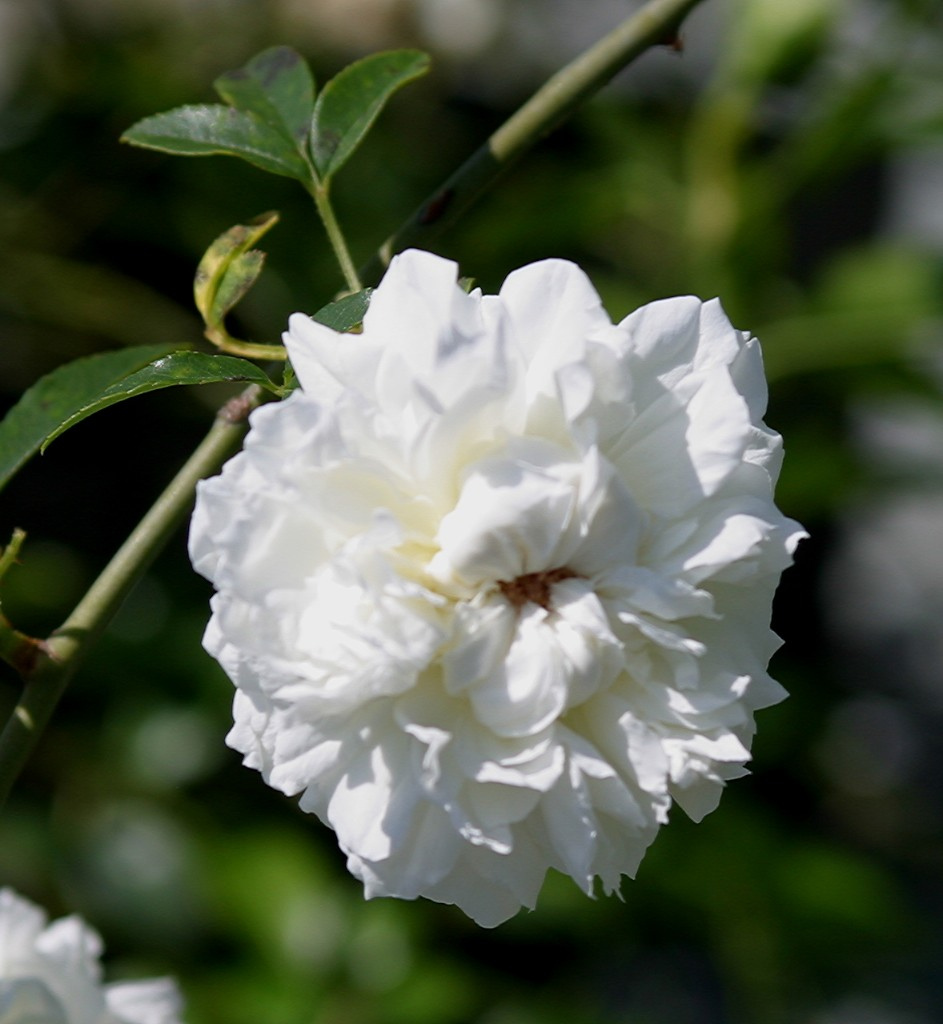
本劇藉荼蘼花開花事了作為劇集寓意

金鐘編劇獎得主徐譽庭在2000年加入王小棣的編劇團隊後，才開始電視劇本的創作生涯，如今獨當一面的她，在獲知王小棣決定製作《植劇場》的消息後，主動聯繫了王小棣，欲提供幫助，因此開啟這對師徒在《大醫院小醫師》與《赴宴》後的第三度合作。徐譽庭在接下《植劇場》時，暫停了她創立的製作公司「親愛的工作室」之營運，以為作品尚需一段時間才會展開製作的她，還打算執筆先前談妥的中國大陸劇本，殊不知方過一周，《植劇場》便如火如荼地進行討論前置。雖然撰寫中國大陸電視劇劇本能獲得高額稿費，但徐譽庭內心天平衝量了一下，回到身為台灣創作者的初衷，她退訂了中國大陸劇本，然後專心投入《植劇場》6集劇本。
原先徐譽庭對推理系列躍躍欲試，但因她抗拒恐怖元素，而被安排撰寫愛情成長系列。徐譽庭看似總以偶像劇見長，但她說：「其實我一直不覺得自己寫的是愛情，我寫的是生活，只是大家會需要愛情去滋潤生活，所以愛情的比重就大了些。」徐譽庭也坦承自己不知道愛是什麼，所以在創作的過程中也尚在學習。
本劇原先是以人們30歲的那天《第一萬零九百五十天》作為劇名，但徐譽庭在聆聽王菲的歌曲〈開到荼蘼〉後，她知悉荼蘼花開代表花季結束，從另一個角度來看，即是新的花季也即將到來，她覺得這正是女主角的寫照，因此將本劇命名為《荼蘼》，是擷取「花開到盛就會結束，但花季會再來」的重來寓意，而英文劇名（生涯方案A和B）更是直接點題。當初，徐譽庭在交出第一集劇本後，因這是她自己曾經歷過的難題，也是身邊30歲女性所共同掙扎過的課題，因此主軸過於清楚明白，而私心地想將《荼蘼》作為親愛的工作室復出開山作，但她最後還是選擇將《荼蘼》獻給了《植劇場》，並要求由王小棣親自執導。
徐譽庭自2015年中旬撰寫《荼蘼》直至2016年春天，從籌備到劇本完成就花了整整10個月，她稱《荼蘼》的寫作時間之所以會如此長，是因為它是個細膩、寫實的劇本。在台灣電視產業面臨寒冬的情況下，徐譽庭所撰寫的《荼蘼》A版劇本，是前面看起來很「正常」，後面才開始玩架構的設計，為的是讓觀眾好入口。雖然王小棣對初稿的概念相當讚賞，卻也希望徐譽庭能對觀眾更有信心，即便徐譽庭起初很抗拒，但她還是著手撰寫了從一開始便預告平行世界、更為艱深些的「折衷」B版劇本。雖然本劇平行世界的設定受到矚目，但徐譽庭認為真正的創新還不在結構，而是她血淋淋地呈現出婚姻生活，意圖從柴米油鹽醬醋茶的生活瑣事中，讓觀眾感受一些真實的幸福感。
《荼蘼》的故事乍看複雜，其實就是關於「人生的選擇題」，著眼在人生路途上那些大大小小的岔路，探討其中是否真有對與錯，抑或是每條路都有它的可能性與美好。徐譽庭希望觀眾能感受抉擇的困難與反覆，並在觀賞過後，能夠輕輕放下多餘的忐忑和懊悔，得到一種釋然。

### 演員與角色

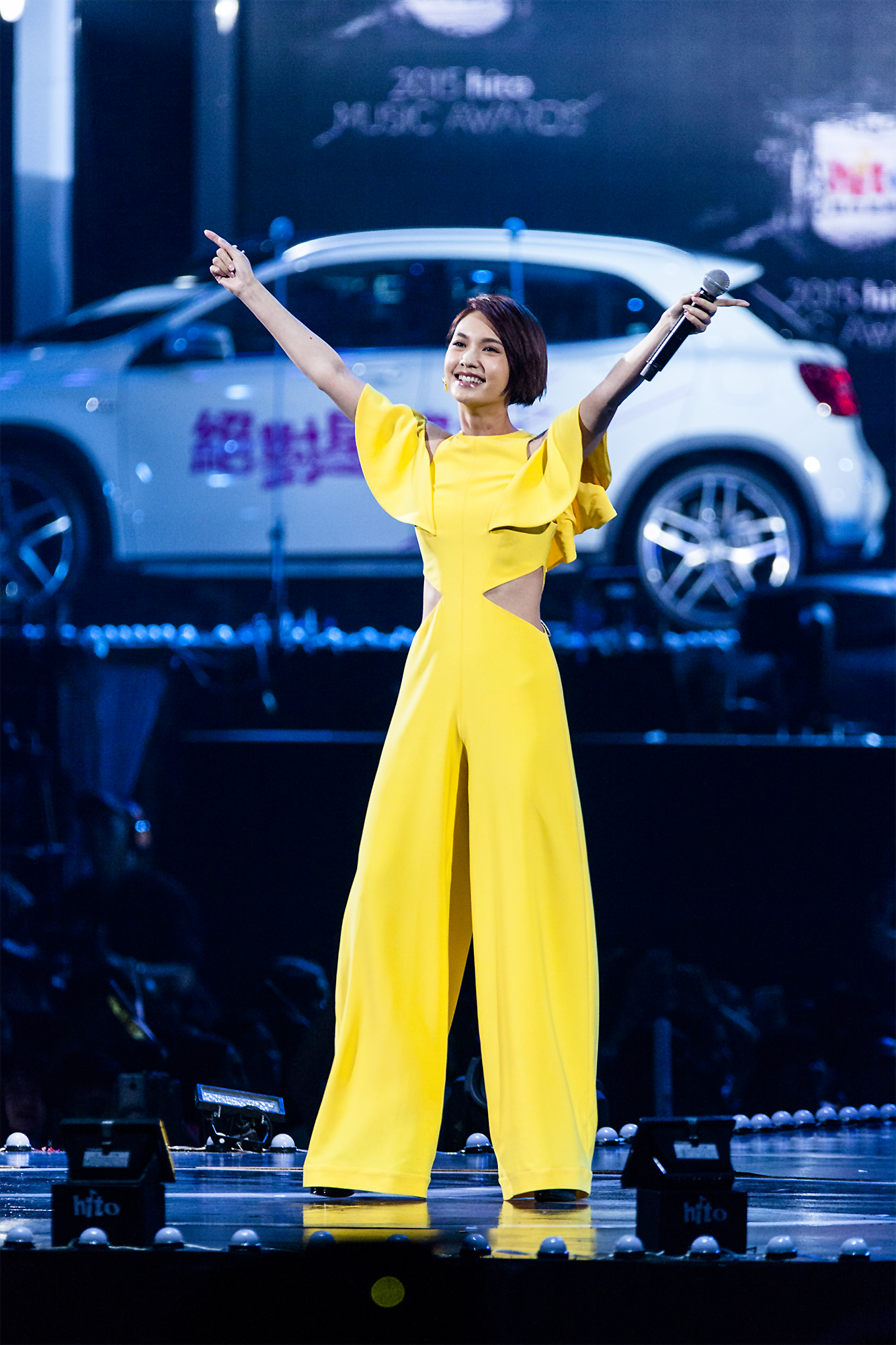
第45屆金鐘獎視后楊丞琳飾演女主角鄭如薇，並憑本劇獲得金鐘獎第3次提名，入圍第52屆金鐘獎。

曾以《海派甜心》摘下金鐘獎視的楊丞琳，雖然在2016年初有演出《滾石愛情故事－愛情》，但本劇是她繼《醉後決定愛上你》後，時隔5年演出台灣長篇電視劇。在楊丞琳探訪與徐譽庭熟識、正在坐月子的鍾欣凌時，剛好提及欣賞徐譽庭所撰寫的劇本，恰巧徐譽庭及導演王小棣和黃天仁也正好在為《荼蘼》尋覓合適的女演員，因此在鍾欣凌的牽線下，製作團隊便向楊丞琳提出了演出邀約，讓楊丞琳直呼這是「天上掉下的禮物」。徐譽庭稱女主角鄭如薇「是一個平凡中期望著一點不平凡的女孩」，而楊丞琳雖然飾演同一角色，卻要演繹兩種人生經歷，因此在拿到劇本時，她首先確認自己是否有正確理解，也需要更多的前製準備時間。楊丞琳這次沿襲在《極光之愛》的演出，用更貼近生活感的演出方式，詮釋與拿捏鄭如薇「平凡又不平凡」的特點，意圖用最平淡無奇的方式去感動觀眾。楊丞琳笑稱本劇每場戲的難度都極高，沒有讓得以她解脫的空間，如同大魔王般，總是一路逼著她。她認為困難並不一定是演出當下，也可能是事前揣摩角色經歷的糾結，而她覺得戲若要演得動人，關鍵就在「入戲」，這也是她每每談到鄭如薇時，總是無法從角色的情緒中抽離的原因。不過，此次的演出也讓她過足戲癮，坦言演起來的感覺既難又興奮。
未來星23號Q演員顏毓麟首挑大樑，飾演男主角湯有彥。顏毓麟表示在受訓時，他並未有試鏡湯有彥的想法，因此在被選中飾演此角後，他相當地意外。王小棣認為顏毓麟具有普通臺灣男生的特質，加上透過他的生命歷程發覺他是個「有感情的人」後，因符合劇集所需的情感而選擇由他擔綱湯有彥一角。起初，顏毓麟是帶著愜意的心情去片場拍攝，但他隨即發現實際拍攝時，有許多的細節必須注意、有太多的訊息必須接收，這讓他難以招架，也受到許多挫折，不過他也從中學習到，在演出時，需要拋下雜念、專心地去聆聽對手戲演員給予的一切。顏毓麟坦言自己其實感到既幸運又沒有自信，楊丞琳與飾演其父親的張復建在期間幫助了他不少，但他相當疑惑自己與角色間的聯結，認為或許就因為他在角色上，多少看見了自己的影子，戲劇和現實間的多處重疊，反而讓他不敢面對，而成為他演繹角色時的阻礙。關於觀眾對有彥的討論，他覺得現實生活中，有許多男生跟有彥一樣，都曾面臨相同的困境，只是他們沒有「做選擇」的機會，只能成全「別人的選擇」再來應對，他認為有彥也和如薇一樣，有方案A與B要去面對，也肯定有他可愛的地方。
談及和新人男主角顏毓麟的合作，楊丞琳坦承初期很沮喪，由於她對自我的要求高，因而希望每次的演出都能端出最完美的表現，即便容許新人犯錯，但這卻會影響到她的堅持。不過在經過好友金勤的開導後，她才開始學著享受每一次的表演，而非計較各次演出間的差異。溝通、陪伴與帶領是楊丞琳與新人演員對戲的心得，即便她的戲分已經拍攝完畢，但她仍會留下與新人對戲，為的是給予對方足夠的安全感，她認為這才算擔起帶領新人的責任。同時，她從王小棣領導新人的過程中也學到不少，並試著以更全面的角度，去觀察一齣戲的細節。
出身台灣、於美國求學，後來輾轉前往香港發展的路斯明，回台後因參演了《波麗士大人》而結識導演王小棣，並開啟他的演員之路。精通中、粵、英語的他，此次飾演智慧、魅力過人，卻帶著城府的香港人容亦超。路斯明認為演員要在角色中找到自己，因此在準備角色時，他會先將劇本內容全部吸收，接著徹底丟掉台詞包袱，並重新詮釋、融入角色。在演出時，他還會觀察對手戲演員，為每個角色設定一些只有他自己知道的秘密，好比本劇女主角楊丞琳寂寞的眼神等，他更認為演員必須先說服自己，才能說服觀眾。
未來星17號Q演員林意箴飾演有彥的妹妹湯有珊。許多人認為林意箴本人和湯有珊相差甚遠，但林意箴卻坦言有珊其實猶如內在的自己。由於有珊的角色性格較為負面，這讓林意箴能夠過癮地，將陰暗面的自己展現出來，不過也因入戲太深的關係，使她有段時間感到低潮，雖然過程痛苦，但她認為這樣真實的感受，反而能為角色加分。關於觀眾對有珊的觀感，她表示自己從未覺得有珊不討喜，因為她相信每個角色的背後，肯定有著藏在內裡的動機，即使角色並不是那麼地正向，也都有讓觀眾得到啟發的地方。未來星15號Q演員吳岳擎飾演出身貧苦、未受太多教育、很早便出社會的中國大陸打工仔暖男趙輝。他坦言自己花了許多力氣去琢磨角色說話的口音、氣質以及走路方式等。吳岳擎自認身為演員，就得將台詞唸清楚，才能讓觀眾感受角色的情緒，因此學習安徽腔即是他必須面對的難題。未來星12號Q演員范宸菲飾演「樹洞小姐」高美瑜。高小姐在范宸菲眼裡，是個溫暖的人，她總是溫和地去傾聽、擁有名為忍耐的包容。在演出時，王小棣給予了她一些提醒，因此她以少了些嬌氣、多些沉穩以及低語調的方式去演繹。未來星2號Q演員劉冠廷則飾演有彥的學長，由於該角色出身富裕家庭，因此他透露自己參考了身邊的友人，來揣摩角色的穿著與肢體，也想將人物因被社會影響而愈趨現實的一面帶入角色之中。

### 歌曲
在《荼蘼》播出時，恰逢楊丞琳新專輯《年輪說》的發行。楊丞琳表示戲劇與歌曲兩件事，在冥冥之中，巧妙地兜在一起，絕非是為了宣傳專輯才作為戲劇主題曲。《荼蘼》是花，〈年輪說〉是樹，像是說著鄭如薇的兩條人生道路，纏繞中，化作女人生命的軌跡，而其餘的兩首歌〈相愛的方法〉和〈單〉，則恰好闡述了身在台北的方案B如薇和身在上海的方案A如薇之心境變化。
| 曲序 | 曲目                 |        | 作曲   | 演唱   |
| ---- | -------------------- | ------ | ------ | ------ |
| 1.   | 年輪說（片頭曲）     | 青峰   | 鄭宇界 | 楊丞琳 |
| 2.   | 相愛的方法（片尾曲） | 姚謙   | 彭學斌 | 楊丞琳 |
| 3.   | 單（插曲）           | 小寒   | 余荃斌 | 楊丞琳 |
| 4.   | 多難得（插曲）       | 呂至傑 | 呂至傑 | 解偉苓 |

### 播出
本劇在2016年10月7日至11月11日間，於每周五晚間10點在台視主頻週五優質戲劇時段首播兩小時（含映後加廣告約10分鐘的《植日生週記》），八大綜合台則於隔日（周六）晚間10點聯播。公視主頻在2017年2月1日至2月28日間，於每周一至周三晚間9點播出一小時，共剪輯為12集。購買播出版權的愛奇藝於台視首播後的凌晨0點更新，LiTV於2017年2月20日起陸續上線，Netflix則在2017年8月1日全球上線。
香港Now觀星台緊貼台灣，首先於自選服務推出本劇，並在2017年2月5日至3月12日間進行電視排播，於每周日晚間9點45分播出2小時；ViuTV在2017年3月22日至3月31日間，於每周一至周五晚間8點30分播出至晚間10點整，共剪輯為8集。馬來西亞Astro雙星在2017年3月22日至4月7日間，於每周一至周五下午4點播出1小時。新加坡佳樂台在2017年3月23日至4月7日間，於晚間10點10分播出至11點5分。
MyVideo在2022年8月16日上架《植劇場》全系列。

## 演員陣容
| - 楊丞琳 飾 鄭如薇 - 顏毓麟 飾 湯有彥 - 路斯明 飾 容亦超 - 張復建 飾 湯德剛 - 陳季霞 飾 周亞青 - 范宸菲 飾 高美瑜 - 謝盈萱 飾 張姐 - 吳岳擎 飾 趙輝 - 林意箴 飾 湯有珊 | - 賴佩霞 飾 藝術總監 - 廖柏勛 飾 如薇與有彥的兒子仔仔 - 劉冠廷 飾 有彥的學長 - 張耀仁 飾 小紀 - 海芬 飾 上海房仲 - 解偉苓 飾 有彥的同事 - 王靖婷 飾 停車場女子 | - 洪明德 飾 如薇的大舅 - 陳明 飾 如薇的三舅 - 柯明玥 飾 如薇的三舅媽 - 李麗卿 飾 如薇的阿祖 - 江常輝 飾 肇事者 - 游小白 飾 如薇的上海同事小張 - 林子熙 飾 如薇的上海同事 - 羅能華 飾 如薇的上海同事 - 劉明勳 飾 如薇的上海同事 - 陳婉婷 飾 茶水間護士 - 劉亭妤 飾 護理站護士 - 莫棠予 飾 上海護士 - 劉順唐 飾 有彥的老闆 - 徐鈞浩 飾 小郭 - 陳昭妃 飾 有彥與美瑜的女兒囝囝 |

## 集數
| 總集數 | 集數 （季） | 導演           | 編劇   | 首播日期       | 收視率 |
| --- | ----------- | -------------- | ------ | -------------- | ------ |
| 8 | 1           | 王小棣、黃天仁 | 徐譽庭 | 2016年10月7日  | 0.57   |
| 2008年，在建築事務所上班的湯有彥（顏毓麟飾演），每天總會在同一時間，看見一名女孩鄭如薇（楊丞琳飾演），坐在公司茶水間對面的便利商店裡享用著泡麵，在經歷無數個隔著「距離」的陪伴後，逐漸對她產生好奇與興趣的有彥，決定對如薇展開追求計劃。三年後，渴望在平凡的人生中，有著那麼一點不平凡的如薇，在夢想成為如藝術總監（賴佩霞飾演）那般的完美女強人之際，多虧上司張姐（謝盈萱飾演）因家庭因素而放棄的升遷職缺，讓她有了爭取外派到上海的機會，而和如薇過著相愛日子的有彥，也與她共同計劃著前往上海打拼的美好願景。筆試未盡理想的如薇，以為自己失去了外派的機會，但獲得上海事務所面試邀請的有彥，卻願意為如薇放棄夢想。由於如薇的考績相當好，使她擠進了外派名單中，這令她相當欣喜，而得知有彥和如薇皆打算前往上海的湯媽媽周亞青（陳季霞飾演），則擔心著自己和老伴的未來。在有彥跟隨如薇返回其老家拜訪親戚及過世的父母後，他接到父親湯德剛（張復健飾演）發生車禍的消息，這打亂了如薇與有彥的計劃。放心不下父親的有彥，被迫選擇放棄與如薇的上海夢，這令深愛有彥的如薇陷入了抉擇難題。方案A的如薇，經過掙扎仍決定按計劃前行，即便此舉令有彥感覺她並沒有沒想像中的愛他，但如薇仍相信深愛她的有彥能夠原諒她的自私。方案B的如薇，不顧身為過來人的張姐的勸阻，仍選擇犧牲事業前途，陪伴陷入低潮的有彥，但五年後的她，卻成為了一個被丈夫嫌棄、任勞任怨的黃臉婆。 |             |                |        |                |        |
| 9 | 2           | 王小棣、黃天仁 | 徐譽庭 | 2016年10月14日 | 0.56   |
| 方案A的如薇，如願來到了上海，初來乍到卻碰上公司產品發生食物中毒的事件，在能幹的總經理容亦超（路斯明飾演）的帶領下，她對亦超的危機處理手段感到崇拜，但也在不眠不休的善後工作後，因感冒而體力不支隨之倒下。越來越難和有彥聯繫上的如薇，渴望有彥的陪伴，然而她卻意外從前來上海支援的張姐口中，得知有彥疑似和一名女孩走得很近。心情受到影響的如薇，害怕失去而向亦超提出了辭呈，看出如薇感情受挫的亦超，決定教導如薇如何解開這道難題。如薇照著亦超的指點，第一步學會了懂得藉擁有她嚮往的事物與生活，來超越失去的悲傷，然而，亦超的第二步，竟是要如薇主動提出分手。 方案B的如薇，為了替有彥分擔責任，她選擇辭掉工作、入住湯家，好照顧湯伯伯，甚至還因此感冒，但不想輸給方案A的她，努力規劃突如其來的方案B，並要有彥把握住和學長及學弟合開工作室的機會。即便受到湯伯伯的感激之情，但湯媽媽期待嫁到國外的有珊（林意箴飾演）的歸來之言行，仍不禁讓如薇感受到自己的付出，既未獲得相等的回報又不敵親人的重要性。有彥對有珊路過探訪父親的行為感到氣憤，兄妹倆也為此大吵一架便不歡而散，原本打算返回母親娘家的如薇，最終仍因放不下失落的湯家人，而回到湯家陪湯媽媽過年。雖然湯媽媽口無遮攔，但從湯媽媽保佑有彥和如薇的祈福中，如薇對自己的付出多少感到值得。 |             |                |        |                |        |
| 10 | 3           | 王小棣、黃天仁 | 徐譽庭 | 2016年10月21日 | 0.67   |
| 方案A的如薇，在掙扎著是否該向杳無音訊的有彥提出分手時，有彥主動聯繫如薇，並且來到了上海。有彥在領悟到喜歡和需求的差異後，充滿疲憊、無奈又不想改變如薇的他，向如薇提出了分手，難以置信的如薇質疑有彥對感情不忠，有彥則吐露如薇的自私自始至終綁架著他的告白。傷心欲絕的如薇，藉著和亦超短暫的一夜情來逃避情傷，卻意外發現自己懷上亦超的孩子。在如薇逼不得已選擇人工流產後，仍感到痛苦的她，決定和同樣不理解愛情的亦超，試著聯手對抗孤單。夢想成為一個不平凡人物的如薇，在亦超的指導下，開始學習投資股票與房地產，以及一個事業強人所應具備的性格。就在兩人的關係逐漸緊密之時，事前有所計畫的亦超，卻爆發捲走公款後消失的疑雲，這令如薇措手不及。 方案B的如薇，決定在湯伯伯出院後重返職場，而有彥也準備辭去原事務所的工作，和學長、學弟一同打拼，就在方案B看似步入正軌之時，如薇卻發現自己懷孕了。不想要自己的孩子是個意外與包袱的如薇，意志堅決地要進行人工流產，但有彥卻不忍肚裡的孩子，更因此對如薇撒氣。自認對如薇有所虧欠的有彥，幻想如薇本應感到快樂又充滿自信的模樣，不禁哭吼著內心的歉疚。不知情的湯媽媽對如薇的態度感到不滿，這令夾在如薇和母親之間的有彥感到疲憊，而湯伯伯則試著開導有彥，但如薇和有彥的感情仍面臨極大的考驗，如薇也不禁質疑自己當初的選擇。                                                                                 |             |                |        |                |        |
| 11 | 4           | 王小棣、黃天仁 | 徐譽庭 | 2016年10月28日 | 0.64   |
| 方案A的如薇，在面臨亦超事件衝擊之餘，得知有彥即將結婚的消息，當失落的她，再度質疑起當初的抉擇時，卻接獲自己升遷成為總公司經理的好消息。開始過著忙碌生活的如薇，在一間小餐館認識了來到上海打拼、年僅19歲的趙輝（吳岳擎飾演），在看著趙輝辛勤工作而貧賤的身影後，想起亦超鼓勵她創業的如薇，決定打理趙輝的儀容，並邀請趙輝協助她開一間餐廳。 方案B的如薇，在面臨人工流產的掙扎時，有彥決定擔下責任，決意和如薇辦理結婚登記。原本計畫在生產前，仍打算工作以分擔家計的如薇，卻因嚴重孕吐而被迫放棄，這令不斷受到人生考驗而妥協的她，感到相當不甘心。面對沉重的經濟壓力，有彥不敢輕易辭去原職，並打算同時兼任和學長（劉冠廷飾演）與小紀（張耀仁飾演）合夥的計畫，卻也在期間因對如薇的愧疚而表現地不耐煩，更認識了學長充滿自信的表妹，同時也是身為客戶的高美瑜（范宸菲飾演）。一心想守護支離破碎的婚姻的有珊，面對離婚協議的不如意，在如薇臨盆之際，因割腕自殺而模糊了如薇需要陪伴的權利。一個人生產的如薇，對自己必須因有彥的委屈而備受忽視感到不甘，而關心有珊卻換來心灰意冷的湯媽媽，則面對自己家教不周所產生的自責。 |             |                |        |                |        |
| 12 | 5           | 王小棣、黃天仁 | 徐譽庭 | 2016年11月4日  | 0.64   |
| 方案A的如薇，和趙輝攜手將餐廳經營得有聲有色，然而，在趙輝追求如薇之際，卻發生車禍身亡，這令如薇難以接受。一直無法尋獲正解的如薇，決定回到最初的起點－臺灣，好找尋她美好人生的解答。如薇將餐廳設計交付給有彥學長的工作室，並和已婚且育有一女的有彥重逢，而如薇想知道自己為何會輸給高小姐，但有彥卻認為當初是如薇拋棄了自己。回憶過往，在如薇前往上海後，無助的有彥一邊努力工作，又得照料行動不便的父親，心有所苦的他，渴望如薇回到自己身邊給予他安慰，但他卻開不了口，此時，高小姐出現在他的生命當中。 方案B的如薇，認為無親無故的自己，為湯家人犧牲似乎成了理所當然，而對如薇懷著感激、愧疚與自責等複雜情緒的有彥，卻不知該如何從中取得平衡，這些壓力亦令他難以喘息，兩人也尚未到達他們所遙望的幸福。工作兩頭燒的有彥，對和學長與小紀合夥的工作室之分紅感到有異議，而對哥哥與大嫂懷有歉疚的有珊，決定將自己的贍養費交付給有彥，好分擔他們買房的支出。背負重擔而責無旁貸的有彥，在高小姐給予他一個溫暖的擁抱後，他終於知道自己缺少一個抒發心事的「樹洞」。有彥最終向現實妥協，轉職到建管處，放棄了他設計夢。 |             |                |        |                |        |
| 13 | 6           | 王小棣、黃天仁 | 徐譽庭 | 2016年11月11日 | 0.92   |
| 方案A的有彥因照顧父親而感冒，卻也從中更加了解父親，同時也抱持著如薇會回到自己身邊的希望，但事與願違。有彥看清自己無法追逐上海夢的事實，便決定前往上海說服如薇，但他最終選擇放開懷著夢想的如薇，即便他有所心軟，而高小姐則是在他最無助的時刻，如同方案B的如薇那般為他犧牲奉獻。有珊為當年讓如薇獨自生產一事道歉，這讓方案B的如薇釋懷了，就在如薇和有彥準備入住新房，實踐他們夢寐以求的幸福時，如薇卻發現有彥疑似對婚姻不忠的證據。方案A的如薇抱持著和有彥重新開始的希望，要為自己過往付出感到不值的方案B如薇和自己合而為一，但方案B的如薇隨後將發現原來幸福是藏在柴米油鹽醬醋茶之中，只是她忘了屬於他們的日子，而她也學會如何怡然地咀嚼不完美的人生。方案A的如薇知道自己輸給了方案B如薇的付出，但她們都理解了荼蘼花雖然盛開在花季的最後，悵然花季結束之餘，也代表花季會再來，所以只要努力向前，不管是方案A或B，都會有屬於他們的花季。 |             |                |        |                |        |

## 評價
製作人廖健行透露在《植劇場》的前四部作品裡，《荼蘼》的口碑和反應是最好的，又因為前製及後製期都較長，加上非第一個播出，有足夠的時間能夠準備。不過在版權上卻遭遇了一些衝擊，由於本劇在YouTube上的非法影片共有200萬的點擊數，使得《植劇場》合法授權的愛奇藝深受影響而要求下架。
《荼蘼》一劇不只在台灣掀起風潮，在中國大陸也有不少的討論與話題。陸媒南都娛樂週報和豆瓣都給極高的評價，甚至有影評評論本劇「可能是繼《我可能不會愛你》後最好的台劇！」南都娛樂週報將本劇選為「2016必看好劇」之一，是在一片美英日韓劇列表中，唯一入選的台劇，並評論「近幾年難成氣候的港台劇中，出現了一些反套路、重現實的佳作，留下小而美的餘味。」在知名網站豆瓣電影中的評分更高達8.6分，是豆瓣電影2016其他地區劇集（港台泰等）排名第4高分的影集，也是繼《我可能不會愛你》之後最受好評的台劇。
〈娛樂重擊〉影評人Maple認為《荼蘼》在最後2集的目光交錯與反轉之下，讓方案B前面的舖陳細節與角色設計，一下子都有了意義，而且是既真實存在又本來忽略的面向，完整地完成了「劇本的復仇」。他相當訝異未婚的徐譽庭能將方案B駕馭得如此精彩，角色性格也合理且隱微地變化，不過相形之下，方案A便顯得欠缺轉折的細節。他認為方案A的概念不錯，可惜鋪陳的說服力不夠，但角色隨故事而強化的特質倒是相當合理，可是在方案A與B相襯之下，有合理化方案B、弱化方案A的感受。《荼蘼》其實是以漂亮的構圖和劇本設計的切換來取勝，攝影與顏色定調皆十分得宜，但在節奏或剪接上都不是太過俐落，使得收視率未能反映在好劇本上。對於演員的演出，他認為新人顏毓麟與吳岳擎的表演只能堪堪及格，而楊丞琳在詮釋方案B上非常地出色，方案A的演出則可能因鋪陳不夠而略顯遜色。總而言之，他讚賞徐編對於愛情和婚姻的深刻辯證、特殊的平行宇宙設計以及寫實地傳達出這個世代的婚姻與職場寫照，但就實際劇本和拍攝執行來看，雙家庭線非常成功，但職場線便相對力道不足，拍攝和剪接手法也更適合一次看完而非單集播出。
資深電視人王冠認為《荼蘼》在創新劇情的運用下，既寫實又脫離現實，加上啟用之新演員略顯生澀，未能引起話題，使得在電視收視表現上略顯可惜，所幸網路點擊率及討論熱度都有亮眼成績。他認為本劇為台灣戲劇題材增添的多樣化，以及在勇於選用新生代演員的態度上，是值得給予稱讚的作品。同時，也認為觀眾能從劇中人所得到的人生解答中，獲得想法和力量，並得以面對真實人生、繼續前行。
部落客雀雀認為《植劇場》短篇的集數或許能從台灣電視劇的劣勢中脫穎而出，可以質精又有效率地說完一則動人的故事，卻不失電視劇醞釀劇情的蟄伏性與後座爆發力，而楊丞琳越漸收放自如的演技、越來越去性格化角色臉孔的演出，與劇情相輔相成。戲劇漫步文字工作者十九稱本劇「寫實到令人不寒而慄」，認為劇情將女性面臨抉擇時的心路歷程，以及對自我成就的追求與評價等，真切又貼近地寫實呈現，而劇中兩條故事線的轉換也極為自然，時間分割亦恰到好處。
編劇徐譽庭第一次看到毛片上，楊丞琳實際詮釋鄭如薇的演出表現後，她坦承：「我真的嚇傻了！那完全不是楊丞琳，那就是鄭如薇，而且人生的三個階段她詮釋得太精彩！我真的很希望她能因這劇再拿一次金鐘！」路斯明對於和年輕演員合作，表示他在他們身上看見過去的自己，認為他們的認真度與追求度讓他很感動，並稱讚道：「像這次的男主角顏毓麟非常難得，完全沒有職業演員常有的既定模式或油滑感，是非常純粹的演員。岳擎也是嚇到我，其中一場戲真的讓我把他誤認為中國演員，那個口音真的學得太像了！」

## 獎項
| 年度 | 大獎           | 獎項             | 入圍者       | 結果 | 參     |
| ---- | -------------- | ---------------- | ------------ | ---- | ------ |
| 2017 | 首爾國際電視節 | 迷你劇作品賞     | 迷你劇作品賞 | 入圍 | [ 39 ] |
| 2017 | 第52屆金鐘獎   | 戲劇節目女主角獎 | 楊丞琳       | 入圍 | [ 40 ] |
| 2017 | 第52屆金鐘獎   | 戲劇節目男配角獎 | 路斯明       | 入圍 | [ 40 ] |
| 2017 | 第52屆金鐘獎   | 戲劇節目編劇獎   | 徐譽庭       | 入圍 | [ 40 ] |
| 2017 | 亞洲電視大獎   | 最佳原創劇本獎   | 徐譽庭       | 獲獎 | [ 41 ] |

## 備註
1. ↑  因劇情篇幅關係，戲份被刪除。

## 外部連結
- 台視官方網站
- 八大電視官方網站
- 公視官方網站
- 互联网电影数据库（IMDb）上《荼蘼》的资料（英文）
- 豆瓣电影上《荼蘼》的資料 （简体中文）
- 植劇場—荼蘼的Facebook專頁
- 在Netflix上觀看《植劇場：荼蘼》